# Trophis racemosa
Trophis racemosa là một loài thực vật có hoa trong họ Moraceae. Loài này được (L.) Urb. miêu tả khoa học đầu tiên năm 1905.